# Adrijan Rustja
Adrijan Rustja, režiser, igralec, dramatik, * 1. julij 1933, Trst.

## Življenje in delo
Adrijan Rustja se je rodil v slovenski družini v Trstu, oče je bil Karlo, šofer, mati Danica (rojena Vrčon), gospodinja. Zaradi vojnih razmer in fašizma je Adrijan obiskoval italijansko osnovno šolo in prvi razred italijanske nižje gimnazije Petrarca v Trstu, po vojni se je vpisal na slovensko gimnazijo in je maturiral leta 1953 na slovenski Državni trgovski akademiji v Trstu. Nato se je vpisal na Akademijo za igralsko umetnost (sedaj AGRFT) v Ljubljani na oddelek za režijo. Leta 1958 je zaključil študij (bil je prvi tržačan z diplomo AGRFT) in se vrnil v domače mesto, kjer je bil najprej za dve leti asistent režiserja Jožeta Babiča v Slovenskem stalnem gledališču - SSG, nato od leta 1961 pa nastavljeni režiser v SSG. Med leti 1953 in 1955 je bil tudi član Radijskega odra. Uradno se je upokojil leta 1993 a je še vedno deloval v gledališču, tudi kot režiser raznim amaterskim skupinam.
Adrijan Rustja velja za vsestranskega gledališkega ustvarjalca, saj je celo več igral kot režiral, bil je tudi urednik gledaliških listov in zbornikov, pisal je za razne medije, sodeloval je z Radiem Trst A, vodil je gledališke tečaje.
Adrijan Rustja je prejel marsikatero nagrado, med najpomembnejšimi so:
- Leta 1997 je prejel Borštnikovo nagrado za igro (za vlogo Stanka Černigoja v igri Afrika ali Na svoji zemlji - SSG).
- Leta 2005 je prejel odličje Marija Vera za igralski opus in življenjsko delo, ki ga podeljuje ZDUS.[9]
- Leta 2023 je prejel nagrado Tantadruj[10] za življenjsko delo.[11][12]
- Leta 2025 sta mu SSO - Svet slovenskih organizacij in SKGZ - Slovensko kulturno gospodarska zveza podelili nagrado ob prazniku slovenske kulture za življenjsko delo.[13]

Svoja doživetja na odru in svojo avtobiografijo je Rustja objavil leta 2003 pri Goriški Mohorjevi družbi v knjigi Rodil sem se v soboto. (COBISS)